# Amalie Skram
Amalie Skram z d. Alver (ur. 22 sierpnia 1846 w Bergen, zm. 15 marca 1905 w Kopenhadze) – norweska pisarka.

## Życiorys
Gdy miała 17 lat, jej ojciec spekulant zbankrutował i uciekł do Ameryki, a matka została sama z pięciorgiem dzieci. 
Rok później Amalie wyszła za mąż za znacznie starszego od niej kapitana statku B. Müllera, z którym jednak wkrótce potem się rozwiodła. Następnie przeprowadziła się do Danii, gdzie poznała i w 1884 poślubiła poetę Erika Skrama. Z początku małżeństwo to było udane, jednak w 1900 zakończyło się rozwodem. 
Przyjaźniła się z Huldą Garborg.
W 1885 zadebiutowała powieścią Constance Ring traktującą o nieszczęśliwym małżeństwie (tę tematykę poruszała w wielu swoich dziełach, m.in. Forraadt z 1892, mających silne wątki autobiograficzne). Była przekonana, że ludzkość jest skazana na całkowite podporządkowanie tyranii praw naturalnych. Jej twórczość była przeniknięta skrajnym pesymizmem i poczuciem beznadziejności. Największe uznanie przyniosła jej tetralogia Hellemyrsfolket (Ludzie z Hellemyr) wydana w latach 1887–1898. Ukazuje ona wpływ tradycji i środowiska na losy jednostek i pokoleń i przedstawia ambicje rodzinne, poczucie niższości i dzieje rozpadu i upadku rybackiej rodziny z okolic Bergen. Wyróżniały ją bezkompromisowe poglądy na temat ucisku kobiet w małżeństwie i rodzinie, co później uczyniło ją ulubioną autorką feministycznych czytelniczek. Była najwybitniejszą przedstawicielką naturalizmu w norweskiej literaturze. Przeżyła kilka załamań nerwowych, w związku z czym leczyła się w klinikach psychiatrycznych. W powieściach Professor Hieronimus i På St. Jørgen z 1895 skrytykowała leczenie psychiatryczne pacjentów. W ostatnich utworach (Julehelg z 1900 i Mennesker z 1905) odeszła od naturalizmu i wyrażała w nich światopogląd chrześcijańsko-spirytualistyczny. Poza powieściami pisała też opowiadania, nowele, dramaty i polemiki. 
Jej twórczość została doceniona dopiero po jej śmierci.